# Ладислав Зеленка
Ладислав Зеленка (чеськ. Ladislav Zelenka; 11 березня 1881, Модржани, нині в складі Праги — 2 липня 1957, Прага) — чеський віолончеліст.
Почав вчитися грі на скрипці під керівництвом Яна Ондржічека, потім закінчив по класу віолончелі Празьку консерваторію як учень Гануша Вігана і його асистента Яна Буріана. Удосконалював свою майстерність у Франкфурті-на-Майні у Хуго Беккера.
У 1904—1911 рр. жив і працював в Одесі. Грав в оркестрі міського театру, викладав в музичних класах Одеського відділення Імператорського Російського музичного товариства, вже після від'їзду Зеленки перетворених в Одеську консерваторію. Найбільше визнання отримав як ансамбліст, учасник струнного квартету Одеського відділення ІРМТ під керівництвом спершу Олександра Фідельмана, а потім Ярослава Коцяна.
Після повернення до Чехії в 1914 році приєднався до Чеського квартету, замінивши в його складі свого вчителя Вігана, і виступав в цьому колективі до його розпуску в 1934 році. Після цього в 1936—1945 рр. грав у складі Чеського тріо з піаністом Яном Гержманом і скрипалем Станіславом Новаком.
З 1922 року професор камерного ансамблю в Празькій консерваторії, з 1928 р вів клас віолончелі. З 1936 р директор Школи майстрів Празької консерваторії, після Другої світової війни став першим директором Академії виконавських мистецтв у Празі. Серед його учнів Іван Вечтомов і його син Саша Вечтомов, Карел Православ Садло.